# Степен истезања
Степен истезања у  науци о материјалима, је промена  издужење током времена, означена са έ.
έ = δε/δt степен истезања је степен деформације.
Добијамо да је
έ = δε/δt {\displaystyle ={\frac {1}{\ell _{0}}}{\frac {d\ell }{dt}}={\frac {v}{\ell _{0}}}}
gdje je {\displaystyle \ell _{0}} originalna dužina i {\displaystyle v} брзина деформације.
У Њутновим флуидима однос између тангенцијалног напона и односа издужења (деформације флуида) је линеаран, где је константа пропорционалности коефицијент вискозности флуида.